# Ruishi (köpinghuvudort i Kina, Hunan Sheng, lat 29,42, long 110,27)
Ruishi (kinesiska: 瑞市, 瑞塔铺镇) är en köpinghuvudort i Kina. Den ligger i provinsen Hunan, i den södra delen av landet, omkring 300 kilometer nordväst om provinshuvudstaden Changsha. Antalet invånare är 20 042. Befolkningen består av 9 909 kvinnor och 10 133 män. Barn under 15 år utgör 21,0 %, vuxna 15-64 år 67 %, och äldre över 65 år 11,0 %.
Runt Ruishi är det ganska tätbefolkat, med 199 invånare per kvadratkilometer. Närmaste större samhälle är Jiaoziya, 15,4 km söder om Ruishi. I omgivningarna runt Ruishi växer huvudsakligen savannskog.
Genomsnittlig årsnederbörd är 1 738 millimeter. Den regnigaste månaden är september, med i genomsnitt 307 mm nederbörd, och den torraste är december, med 21 mm nederbörd.